# Rennwagen

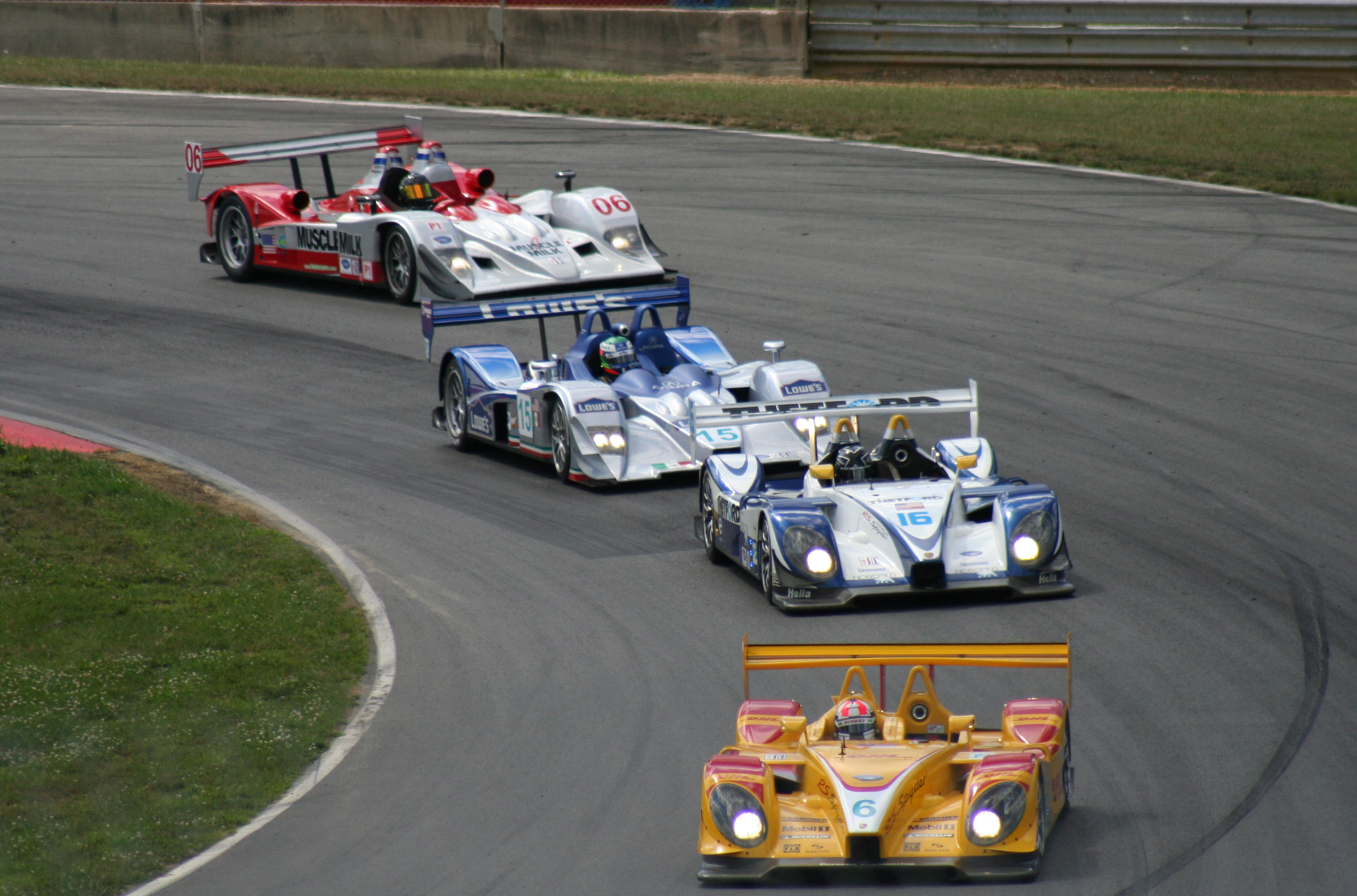
Moderne LMP2-Rennwagen in der American Le Mans Series, im Vordergrund zwei Porsche RS Spyder

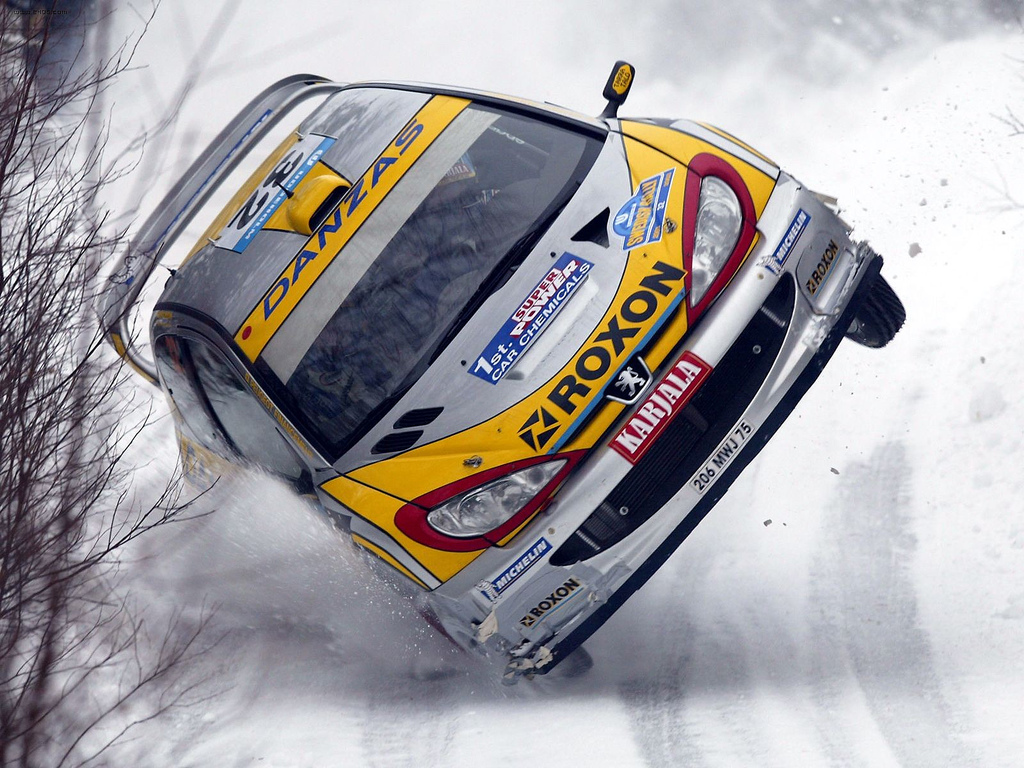
Ein Peugeot 206 World Rally Car im Rallye-Einsatz auf Schnee

Ein Rennwagen (manchmal auch Rennsportwagen oder Rennfahrzeug) ist sowohl ein an einem Automobilrennen teilnehmendes als auch ein für den überwiegenden oder ausschließlichen Einsatz im Automobilsport konstruiertes Kraftfahrzeug. Folglich zeichnen sich Rennwagen im Wesentlichen dadurch aus, dass das Entwicklungsziel nicht durch die Personen- oder Güterbeförderung, sondern vielmehr durch das Ausloten technischer und fahrerischer Grenzen bestimmt wird. Da Rennwagen somit nicht für den Straßenverkehr, sondern für den Einsatz auf Rennstrecken konstruiert wurden, besitzen sie (anders als Sportwagen) zumeist keine Straßenzulassung.
Die Klassifizierung von Rennautos richtet sich nach konstruktiven Merkmalen, Stückzahl und Einsatzbereichen. So gibt es verschiedenste Klassen für den Einsatz von unterschiedlichen Rennfahrzeugen, angefangen von der als „Königsklasse“ bezeichneten Formel 1, über die sogenannten World Rally Cars der Rallye-Weltmeisterschaft, die GT-Fahrzeuge und Le-Mans-Prototypen bis hin zu den heutigen Tourenwagen sowie den CanAm- und NASCAR-Rennwagen und anderer Klassen. Entsprechend der Rennklasse gelten für die Fahrzeuge im Allgemeinen regulatorische Beschränkungen („Reglements“, z. B. die Formel-1-Regeln des Automobilweltverbands FIA, siehe Formelsport).

## Geschichte
Die Konstruktion und der Einsatz von Rennwagen begann schon kurz nach dem erfolgreichen Produktionsstart von benzingetriebenen Fahrzeugen. Der erste, von dem Pariser Magazin Le Petit Journal im ursprünglichen Rallye-Stil organisierte Wettbewerb mit Automobilen fand bereits 1894 statt und führte von der französischen Hauptstadt Paris nach Rouen. Konkurrenten bei dem als Zuverlässigkeitsprüfung absolvierten Vorläufer heutiger Rennen waren unter anderen die Werkswagen von Carl Benz’ Benz & Cie. sowie Gottlieb Daimlers und Wilhelm Maybachs Daimler-Motoren-Gesellschaft.
Als Wegbereiter für den Automobilrennsport in Deutschland gilt der 1914 verstorbene Sir Hubert von Herkomer.